# Brachiolejeunea fernandeziana
Brachiolejeunea fernandeziana là một loài Rêu trong họ Lejeuneaceae. Loài này được Schiffner mô tả khoa học đầu tiên năm 1959.